# Zwillingskogel
Der Zwillingskogel ist ein 1402 m ü. A. hoher Berg in den Oberösterreichischen Voralpen in der Gemeinde Grünau im Almtal. Der Gipfel befindet sich am Ostende eines langen Bergrückens der am Hochkogel beginnt. Im Nordwesten fällt eine Felswand senkrecht zum Hauergraben ab. Die anderen Flanken sind mäßig steil und bewaldet. Der häufig besuchte Berg bietet eine schöne Aussicht auf das Alpenvorland. Am Gipfel befindet sich ein Gipfelkreuz mit Gipfelbuch. 

## Anstiege
- Weg 419 vom Bahnhof Grünau von Osten auf den Gipfel
- Weg 419 vom Durchgang von Westen auf den Gipfel
- Unmarkierter Weg vom Hauergraben von Norden auf den Gipfel